# 彦六伝
『彦六伝』（ひころくでん）とは、初代林家木久蔵（現・林家木久扇）による新作落語の名称。

## 概要
原題『正蔵伝』、別名『林家彦六伝』。「芝居噺・怪談噺の大家」と謳われた八代目林家正蔵こと彦六が織り成す日常風景の姿を切り取り、弟子である木久蔵が経験した失敗談や体験談を交えつつ脚色を加えて編み出した滑稽噺。
この噺が出来たきっかけは、彦六が1982年に死去した際に、彦六の遺体が献体されたことである。ゆえに当時の木久蔵は彦六の遺体と対面することや、葬儀を行うことさえ出来なかった。その悔しさから「せめて師匠の名前と逸話だけでも後世に残したい」と思い出話をまくらで話したところ受け、内容を付け足しているうちに40分近い一席になった。
彦六の没後数十年が経過しているにもかかわらず、学校寄席の場では（彦六そのものを知らない）学生に『体と声が震える面白いお爺さんの噺』として受けるのだという。
三代目三遊亭圓歌の『中沢家の人々』（これをオマージュした八代目橘家圓蔵の『大山家の人々』）や5代目鈴々舎馬風の『会長への道』と共に、自身の身の上話を主題とした代表的な新作落語の一つ。

## 構成
木久蔵が彦六一門への入門（正確には直接の師匠である三代目桂三木助の病没に伴う移籍）に至る経緯と師匠の姿を語って聞かせ、高血圧のために常に体が揺れ動く様子を「陽炎が座っている」、体の揺れを伴う独特の声色を「波動のある声」と紹介した上で物真似をやって見せる。これをくすぐりとし、「こういう人が目の前に居てごらんなさい。面白いから」というオチで締めることで本題への導入とする。
木久蔵が得意とする声帯模写や形態模写による演出を前提としており、本人の映像や音源以外で生前の彦六の様子をありありと表現する貴重な作品。事の真偽は別としても彦六にまつわるエピソードが極めて豊富であるために筋の通った本伝は存在せず、木久扇襲名後も新たなネタを加えた『新・彦六伝』を発表するなど、時々に応じて自在にネタを組み変えられる小噺集としての側面が強い。
同じく木久蔵の手による新作落語『昭和芸能史』（原題『片岡千恵蔵伝』）と交わる部分が多く、高座で彦六伝をかけてもネタの進行によっては彦六以外の芸人や役者の物真似（片岡千恵蔵、嵐寛寿郎、大河内傳次郎、市川右太衛門、月形龍之介など）も披露するため、彦六伝と昭和芸能史を半分ずつ演じる二作折衷の形態を取ることもある。また、自由度の高さから古典、新作を問わず様々な噺の枕にも多用しており、名実共に木久蔵の代名詞となっている。

## ネタ
ネタの構成として、稽古風景や高座でのハプニングなどの彦六の芸にまつわる噺、彦六の食生活や生活習慣を観察した噺などに大別され、この中のいくつかのエピソードを組み合わせて口演される。中でも選挙応援の噺は独立する形でショートバージョンとも言える「明るい選挙」として口演される機会も多い。

### 芸に関する噺
- 彦六が「向かいの空き地に囲いができた。へぇー」という小噺を木久蔵に教えようとした時、「そっくりやるんだ」と促された木久蔵は彦六の姿そのものも含めて真似をすると勘違いしてしまう。木久蔵は得意の物真似で体の震えやヘナヘナの声色をそっくりそのままにやったものの「向かいの空き地に囲いができた。よかったよかった」としくじってしまい、オチの間違い以上にその奇妙な姿を訝しく思った彦六は「第一、お前は変な癖がある。何でそんなに声が震えるんだ？ あたしみたいにちゃんと喋りなさい」と指摘し、再び小噺を演じて「やってみな」と木久蔵を促す。これに参った木久蔵はまたもや彦六の物真似をするが今度は力を入れすぎて「向かいの空き地に囲いができた。めぇー」としくじってしまい、これを聞いた彦六は「誰が山羊なんかやれっつった。てめぇなんざぁ破門だ!!」（別のオチでは「今年は鼠年だ!!」）と返した。
- 彦六の「怪談芝居噺」で登場する幽霊役が被る木製のお面があり、楽屋で前座同士それを被って戯れていたが、木久蔵が被って「お化け～お化け～」と遊んでいたところに、運悪く彦六が入ってきてしまい、びっくりさせてしまった。その時は特に咎められなかったが、翌日、兄弟子から「師匠が呼んでるよ。ひどく怒っていて破門かもしれないよ」と呼び出され、木久蔵は彦六の許に赴いて「商売物で遊んでしまってすみません」と真摯にしくじりを謝罪した。しかし、彦六は「そりゃ別にいいんだがねぇ…それよりもお前、あの時何て言った？」と問われ、木久蔵は「お化けで」と答え、彦六は「お前、『幽霊』と『お化け』の違いを知らねぇな？」とさらに問い、木久蔵は素直に認めると、「馬鹿野郎!!」と一喝されて「幽霊」と「お化け」の違いを教えてもらったという。彦六が怒っていたのは「商売物で遊んでいた」ことではなく、「『幽霊』と『お化け』の違いがわからなかった」ことにあった。
- そのお面には紐がなく裏に突起があり、それを咥えて支える形でお面を被った事になるが、兄弟子達がお面を粗略に扱い、使用した後も突起を洗わないままであったため、咥えると濃いヨーグルトみたいな味がしたという。
- 彦六の怪談噺の演出として、前座が前述のお面を被って客席の若い女性が座っている席の隣に待機し、手龕灯が客席に向けられたらスッと立ち上がると若い女性客が驚き、悲鳴を上げる様が怖さを引き立てるので怪談話が盛り上がる。前座当時の木久蔵は、手龕灯が向けられた時に初めてで緊張してお面を被った為、上下の確認をしないまま上下逆さまに被ってしまう失態を仕出かしてしまい、客は誰も驚かなかった。そればかりか幽霊のザンバラ髪が下に垂れ下がっている状態だったので「何でしょうかね？」「中国の英雄じゃないか？」「鐘馗様とか関羽とかじゃないですかね？（ザンバラ髪が垂れ下がっているのを「鐘馗や関羽のような立派な髭」と勘違いさせた）」と客から不思議に思われてしまい、終いには場を冷やすどころか爆笑させてしまった。後ほど師匠からこっ酷く叱責されたという。
- 彦六が高座に上がって得意とする怪談噺を披露していた頃は、釣竿に吊るした綿玉に焼酎を染み込ませて点火したものを人魂として使う手法が残っており（通称「焼酎火」、現在は消防法により禁止されている）、それらの舞台演出は彦六門下の仕事の一つであった。鈴本演芸場での高座の際、兄弟子との会話で気が緩んでいた木久蔵が舞台袖から彦六の側へ人魂を出していると、彦六の後頭部の前後に人魂が近づいたり遠ざかったりしてきた。観客がこの姿を見て「凄いね」「怖いね」と騒ぎ始めたことで、彦六は「自分の芸が凄い」と勘違いして、さらに口調に力が入り込んだ。噺の佳境に入ったところで、とうとう人魂が勢い余って彦六の頭の上に乗ってしまい、ポマードで整えられていた髪から勢い良く火の手が上がった。我慢して演じていた彦六も流石に「あっちぃぃぃぃ!!!!」と絶叫し、その姿を見て「火事だ!!」と叫んだ観客の声に慌てた前座が上野の消防署に電話をすると、応対した消防士から「すぐに行きますから、そのままにしておいて下さい!!」と言われた。
  - この噺に関連して遊び歌である『かごめかごめ』について、歌詞の本来の意味の噺を挿入する事がある。その中で歌詞の「籠の中の鳥は」の「鳥」については「不思議な物、不気味な物」という解釈をとり、その日の「トリ（主任）」を揶揄したり、「鶴と亀が滑った（＝不吉な事が起こった）」では「私（木久蔵）は亀が滑ったところは見たことはないが、鶴はあるんです。『笑点』の収録の時に歌丸[注釈 2]が転んだんです」とくすぐりを入れる事が多い。

### 食に関する噺
- 鏡開きの日、神棚に供えてあった鏡餅を割って水餅にしようと思った彦六は木久蔵を呼んで鏡餅を下ろさせる。しかし、神棚の下には長火鉢にかけられた鉄瓶から常に湯気が立っており、その湯気に当たり続けていた鏡餅はヌルヌルになっていた上にあちこちにカビが生えている酷い有様であったため、彦六は木久蔵にカビの生えた部分を小刀で削り取るように改めて促す。手を滑らせないように注意して作業を続ける木久蔵の様子をぎこちないと感じた彦六は、大怪我があってはならないとする親心からその手元をじっと見つめていたが、当の木久蔵には刺さるような彦六の視線が耐えられない。そこで、どうにか間を持たせようと一計を案じて「師匠、どうして餅ってカビが生えるんでしょうかね?」と彦六に質問を投げ掛けると、彦六は即座に「馬鹿野郎、早く食わねぇからだ!!」と答えて木久蔵を驚かせた。
  - この逸話の真偽は定かではないが、少なくとも彦六が、「笑点」の正月特番の師弟大喜利のなかで、この趣旨の発言をしていることは確かである。
- ある盛夏の日、彦六が出待ちの客から「これは暑気払いに大変良いものだからどうぞ晩酌の肴に」とキムチを貰ってきたところ、彦六の妻（岡本マキ）がキムチを全く知らなかったし、彦六はまさかキムチを洗うとは思わず付け汁もそのままで食べる事伝えなかった事や開けた途端に凄い匂いがした為、「臭い! 腐ってるんじゃないの?」「タダだからって、何でもいただいてくることはないでしょうに」と酷く嫌がり、銭湯に行った彦六の目を盗んでキムチのヤンニョムを丹念にすすいだ上に何度も水にくぐらせて晒し洗い、元の白菜にしてしまった。やがて銭湯から帰ってきた彦六が「おい、ばぁさん。酒のつまみにいただいたお新香はどこだい?」と尋ねると、妻は「御膳の上に置いてありますよ」と言って小鉢に入った綺麗な白菜を指差した。それを見て目を丸くした彦六が妻に改めて尋ね、キムチを洗ったことを知るや「洗っ…た…? やい、ばばぁ!! てめぇは、キムチを…洗ったな? それじゃあ何か?!麻婆豆腐も洗うのか!!」と芝居さながらの七五調で怒鳴りつけた。
- ある朝、木久蔵が朝食の準備で食パンを切っていたところ、彦六は「おい木久蔵。お前ぇはパンの秘密を知っているか?」と突如問いかけ、続いて「ロシアの捕虜収容所で出されるパンは、木屑が入っているみてぇな非常に堅いものが出される。収容されている班長はパンの柔らかい中身の部分を部下に与え、自分は堅くて不味い部分を食べる。部下からは人格者と思われるが、実際は柔らかい部分はすぐにこなれて（消化が良く）腹が減ってしまい、死んでしまう。対して堅い部分は一生懸命噛むから、なかなか腹が減らない。従って生き残るのは班長の方だ。パンを食べるなら耳だよ」と薀蓄を語った。これを聞いた木久蔵は気を利かせて食パンの耳ばかりを積んだ皿を彦六の目の前に持ってきたが、これを見た彦六は激怒して「やい、木久蔵!! 俺は捕虜じゃねぇ!!」と言い放った。
- ある日の事、木久蔵は彦六から「お前ぇは美味しい焼き鳥ってぇのを知っているかい?」と唐突に質問され、心当たりの飲み屋を幾つか挙げてみせたが、彦六は「そうじゃねぇんだよ」と答えて鶏の講釈を始めた。そこからすらすらと説かれ進む話は奇想天外ながらもいちいち的を射た内容であり、「こうやって作る焼き鳥は、美味ぇなぁ」とにこやかに語り終えると、すっかり話に聞き入った木久蔵は不躾とは思いつつも「それじゃあ、やはり師匠はその焼き鳥をお召し上がりに?」と問い返した。すると彦六は「まだ食った事は無ぇんだよ」とさらりと答えた。
- 昼食に店屋物の蕎麦を取ったある日、食欲旺盛な若き日の木久蔵は汁の一滴も残さずに平らげたが彦六は蕎麦を手繰るだけであり、そのうちに彦六が用事のために汁の残った丼をそのままにして出かけてしまった。用事を終えて彦六が帰宅してみるとすっかりと片付いており、「おい、汁はどうした?」と木久蔵に尋ねると「へぇ、捨てました」と返されて「破門だ!!」と激昂交じりに言い放った。
- 孫弟子に当たる春風亭小朝[注釈 3]が彦六の誕生日に祝いの品を携えて長屋に参じた日のこと。感謝もそこそこに彦六が包みを解いて箱を開けてみるとそこにはチョコレートが入っていたが、どれもがいびつな丸みを帯びた奇妙な形をしていたためにどう食べてよいものか思案に暮れ、とりあえず口中に入れてみた。なるほど確かにチョコレートだとしばらく口中で転がしていたが、程なくしてやけに硬くて歯が立たない何かが現れ、手に吐き出してみると楕円形をした茶色いものが出てきた。実は、高価な贈り物をあまり好まない彦六の性分を知っていた小朝が機転を利かせ、比較的安価でありながら当時はまだ珍しかったアーモンドチョコレートを用意したのだが、そうしたチョコレートをまるで知らなかった彦六は「やい、小朝。このチョコレートには種がある!」と言った。

- コーヒー好きであり、朝必ず飲んでいた。気に入った来客には淹れて出していた。

### 生活習慣に関する噺
- 昭和36年頃、彦六がテレビでバスケットボールの試合をじっと見ている姿を目にした木久蔵は「明治生まれなのにこうした新しい物事もネタにしようとしているのか」と遠巻きに感心していたが、その矢先に彦六はテレビに向かって「誰かが教えてやりゃあいいじゃねえか」と口走った。彦六の一言が理解できずに「どうかなさいましたか?」と聞いたところ、彦六は「テレビを見てみろよ。さっきから若ぇやつが球を拾っちゃ網ん中に入れてるが、底が無ぇのを知らねぇんだ」と言った。
- 彦六が83歳の時、台東区役所の依頼を受けて養老院への慰問演芸会に出演したが、自宅へ帰ってくると酷く不機嫌な様子であった。それを見て恐々としつつ木久蔵が「あの…師匠、どうなすったんです？」と尋ねると、「ああ、お前かい! アタシぁ今日、養老院へ慰問に行ったろ? ところが、目の前のお客はアタシより若ぇヤツばかりだったよ!!」と怒気を帯びたまま即答し、木久蔵はいかに彦六が矍鑠としているかを改めて思い知らされた。
- 生まれついての江戸っ子気質である彦六は、いわゆる「湯が喰い付く」熱い風呂を好んでいたが、その風呂をいただく彦六門下にはどうにも熱すぎて適わない。ある日、木久蔵が「師匠、風呂が熱いようなんですが…」と苦言を漏らしたが当の彦六は「馬鹿野郎、熱いと思うから熱いんだ!!」と突っ撥ねてまるで相手にしなかった。改めて入り直したところで熱いのには変わりなく、再び木久蔵が「やっぱり熱いです…」と言うと彦六は「お前ぇたちで『の』の字を書けい!!（=熱いのならば自分たちの体で湯もみをしてでも入れるようにしろ）」と改めて突っ撥ね、水を差して湯温を下げれば済むだけの話をこじらせてはその度にいつもの調子で破門を言い渡された。
- 珍しく大雪が降った翌日、彦六は「あちこちぬかるんでるからお止めなさいよ」とする妻の小言を無視して用事のために木久蔵を連れて家を後にした。ぬかるみを避けようと高下駄を履き、さらに用心をして日陰の氷道を歩いていたが下駄の歯が滑って全く前に進まない。そうこうしているうちに氷に足を取られて転んでしまい、木久蔵の心配に「ああ、大丈夫だ。自分で起き上がるから心配するんじゃねえ」と答えて立ち上がったものの、数歩進むとまた転んでしまったが今度はどうにも立ち上げる気配がない。よもやと思い木久蔵が「師匠、大丈夫ですか?!」と血相を変えて尋ねると、彦六はケロリとした様子で「ああ大丈夫。さっき起きなきゃよかった」と返した。

### 明るい選挙
- 彦六が86歳を迎えた最晩年の頃、とある縁で選挙立候補者[注釈 4]の応援弁士を頼まれて快諾したものの、二つ返事で軽く引き受けたために応援者の名前をろくに覚えておらず「この先生」「こちらの先生」でどうにか対処していた。しかし、高齢から来る体力の衰えと長時間に及ぶ車上活動で終盤を迎える頃には車酔いを起こすほど身も心も疲れ切ってしまい、どうにか最後の演説を全うしようと奮起するも「長屋の皆さん[注釈 5]、明るい選挙で正しい暮らし…。ああ、気持ちが悪い…。こちらにいらっしゃる気持ちの悪い先生のために、気持ちの悪い一票をどうかよろしくお願いを。ああ、ああ…、南無妙法蓮華経…。参議院議員全国区の候補者は、候補者は…、候補者…? 候補者は、林家彦六」と口走ってしまった。後に開票してみると、林家彦六と書かれた投票用紙が37票も出てきたために応援演説を願い出た立候補者は落選してしまった（基本的には選挙で無効票の個別内容とその票数までもが詳細に公開されることはないため、近年は投票用紙の部分の口演が少なくなっている）[注釈 6]。

など。